# Donja Nevlja
Donja Nevlja (cyr. Доња Невља) – wieś w Serbii, w okręgu pirockim, w gminie Dimitrovgrad. W 2011 roku liczyła 17 mieszkańców.